# Historia Jadownik
Historia Jadownik – dzieje Jadownik, wsi sołeckiej położonej w województwie małopolskim, w gminie Brzesko.

## Do XIV wieku
Pierwsze ślady ludzkiej obecności na terenie współczesnych Jadownik sięgają czasów neolitycznych. Potwierdzają to wydobyte w trakcie badań powierzchniowych wyroby kamienne, jak fragmenty toporka oraz neolityczna ceramika. Epoka brązu przyniosła załamanie osadnictwa. Jedyne znaleziska z tego okresu to odkryte na krawędzi terasy nadzalewowej Jastwianki 4 fragmenty naczyń pochodzące z pierwszych stuleci tej epoki. Także przełom epoki brązu i żelaza charakteryzuje się niewielką ilością materiałów, które to w postaci fragmentów naczyń odkopano na Bocheńcu i nad Uszwicą w Łęszczu. W okresie rzymskim, zwłaszcza późnym, ilość materiałów ulega znacznemu zwiększeniu. Świadczą o tym wydobyte z osady na lewym brzegu Uszwicy na Łęszczu, trzech osad na Nowej Wsi, na Bocheńcu oraz innych miejsc (południowe zbocza Bocheńca, Gawroniec, teren nad Jastwianką) fragmenty ceramiki i brzuśców. Bardzo liczne są materiały prahistoryczne z Jadownik. Fragmenty ceramiki wczesnośredniowiecznej znaleziono także na Gawrońcu, Zabocheńcu, w Kącie, nad Grodną oraz we wschodniej części wsi na krawędzi pogórza. Gród na Bocheńcu został przebadany w znikomym stopniu. Wizyty archeologów związane były z kontrolą stanu obiektu oraz dokonywaniem pomiarów i inwentaryzacji. Przebadano jedynie 40 m² powierzchni grodziska, co nie umożliwiło jego dokładniejszego scharakteryzowania. Jest on typowym dla okresu plemiennego obiektem wielodziałowym o złożonym systemie okazałych wałów. Natomiast początki osadnictwa stałego w Jadownikach miały miejsce w okresie ukształtowania się państwa Wiślan (VIII-IX w.). Według aktualnego stanu wiedzy wynikającej z badań archeologicznych przeprowadzonych przez W. Demetrykiewicza i Gabriela Leńczyka w roku 1907 i po pierwszej wojnie światowej przez A. Żakiego, A. Cetere i E. Dworaczyńskiego, początek osadzie dało duże, wieloczłonowe grodzisko wybudowane na szczycie góry Bocheniec (nazwa pochodzi od kształtu podobnego do bochna chleba) funkcjonujące jako jeden z ośrodków osiedleńczo-obronnych. Zajmowało ono powierzchnię zbliżoną do prostokąta o wymiarach 200 × 135 m. Od wschodu przylegało doń zajmujące ok. 6 ha podgrodzie oraz refugium. Jego upadek nastąpił w wieku XI.
Początkowo Jadowniki były niewielką osadą założoną przez książąt piastowskich na skraju lasów naduszwickich, którzy najpóźniej od XI w. osadzali tam ludność służebną zajmującą się wyrobem jadów bojowych. Grupa ta zamieszkująca w skupisku, które od rodzaju ich pracy nazwano Jadownikami. Jadownicy pracowali głównie na rzecz grodu książęcego, a potem kasztelańskiego we Wojniczu. Penetrowali oni także pobliskie nad Uszwicą rosnące lasy. Tereny te były wykorzystywane również jako zaplecze gospodarcze w zakresie łowiectwa, rybołówstwa, zbieractwa i pozyskiwania drzewa podobnie jak inne osady monarsze leżące na skraju Puszczy Niepołomickiej. Ich ważna gospodarczo rola wynikała z położenia przy szlaku z Krakowa na Ruś i znaczącym punktem obronnym znajdującym się na linii umocnień i warowni biegnących od Krakowa przez: Wiśnicz, Czchów, Melsztyn, Jadowniki i Górę św. Marcina w Tarnowie oraz dalej na wschód. Od początku były wsią królewską. Pierwsza wzmianka historyczna o nich występuje już w Kronice Wielkopolskiej Godzisława Baszki obejmującej lata 1195–1196. Zawiera ona informacje, iż zakonnicy z klasztoru benedyktynów z Hebdowa za Wisłą, zobowiązani są odwozić do stodół plebańskich w Jadownikach dziesięcinę snopową. W wieku XIII miejscowość była osadą znaczącą. Książę Bolesław Wstydliwy w 1239 r., wyjeżdżając naprzeciw podążającej z Węgier do Krakowa księżniczki Kingi, który zatrzymał się na Bocheńcu, gdzie sprawował sądy. W latach 1249–1272 we wsi istniała już parafia pw. św. Prokopa Opata, która należała do dekanatu radłowskiego. Świadczy o tym zapis pochodzący z 1331 r. o uposażeniu przez biskupa Jana Grota z Krakowa, kaplicy na zamku komesa Spicimira na Górze św. Marcina pod Tarnowem, z dóbr w Woli Pomianowej (ob. Pomianowa – dzielnica Brzeska) i w Jadownikach. Wynika z tego, że wieś należała do kasztelana Spicimira. Jednak jeszcze przed 1357 r. stała się ponownie wsią królewską. Miejscowość została w latach 1259–1260 i 1287-1288 spustoszona i spalona przez Tatarów. Do czasu pierwszego najazdu mongolskiego była zarządzana przez starostę królewskiego. Po odbudowie bywała wydzierżawiana za czynsz. Jednak każdy dzierżawca zobowiązany był utrzymać stajnie na 50 koni. Pod datą 1295 w „Kronice” widnieje zapis w języku łacińskim: Jadownyky willa regia prope Bochynia sita (Jadowniki wieś królewska położona w pobliżu Bochni). Król Kazimierz Wielki kilkakrotnie odwiedzał wieś w latach 1343 i 1361, podróżując z Krakowa na Węgry. W tymże 1361 r. król wydał dokument dla Piotra, kasztelana wojnickiego, na którym podpisy swoje złożyli świadkujący kasztelan krakowski Jan z Melsztyna, podkomorzy Pełka chorąży krakowski, Paszko z Radlnej, Klemens Gryfita z Łowczowa i wielu innych godnych wiary panów krakowskich. Określone w nim zostały jako wieś królewska leżąca w podrzęctwie niepołomickim. Natomiast wielkorządcy krakowscy zatrzymywali się we dworze w Jadownikach wielokrotnie, m.in. w latach 1389, 1390 i 1393. W grodzie obronnym na Bocheńcu rezydował królewsko-książęcy starosta grodowy. Poniżej wzgórza położona była osada zamieszkała przez włodarzy oraz inne osoby służby grodzkiej. Obowiązkiem włodarzy była hodowla koni i dostarczenie ich przy przejeździe Dworu, dla posłów królewskich, do lustracji dóbr i majątków, dla hufców zbrojnych itp. W przyległym do miejscowości lesie, w północnej części obecnych Jadownik, nad Uszwicą, Kazimierz Wielki w 1357 r. zakłada nową wieś na prawie magdeburskim i nadaje jej nazwę Schutków (Sutków), a pierwszym jej sołtysem zostaje Sestrzemilon. Zamieszkiwali ją królewscy szczwacze służący podczas królewskich polowań i wykonujący inne prace w królewskich lasach. Wieś ta w późniejszym czasie została wchłonięta przez Jadowniki. Podobnie stało się z leżącym obecnie w północno-wschodniej części miejscowości Dziekanowem, który zachowywał samodzielność co najmniej do końca XVI w. W XIV w. w Jadownikach był już kościół, młyn, karczma. W 1394 r. wybudowany został, nad Grodną, nowy niewielki drewniany dwór. Od końca XIV w. życie mieszkańców toczyło się wokół dworu, kościoła i karczmy. W średniowiecznej historii Jadownik ogromne znaczenie odgrywał Kościół. Niemal zawsze kaplica lub niewielki kościółek były budynkami przydworskimi.

## Od XV wieku do 1772 roku
Na Bocheńcu już w XV w. istniała kaplica. Uległa ona jednak zniszczeniu w sposób naturalny. Kolejny kościół wybudowany na miejscu spalonego został także spalony w latach 1385–1410 podczas wojny domowej wywołanej przez przeciwników Władysława Jagiełły. Następny kościół, na podmurowaniu, typu więźbowo-zaskrzyniowego, kryty gontem zostaje zbudowany za czasów Kazimierza Jagiellończyka i przekazany wiernym w roku 1465 pozostając beneficjum królewskim. Ten kościół był modernizowany i powiększany i przetrwał do roku 1908. Dokumentacja historyczna dotycząca znaczenia karczmy w Jadownikach jest bogata, zwłaszcza od roku 1484. O jej losach decydują królowie, m.in. Kazimierz Jagiellończyk przekazując ją Jakubowi Dembińskiemu, kasztelanowi i staroście krakowskiemu. Rola Jadownik jako wsi rosła, bowiem już w wieku XV były gminą. Od roku 1454 prowadzone były zapisy w księgach miejscowego sądu ławniczego. Zachowała się rękopiśmienna księga z lat 1457–1495, która znajduje się w Bibliotece Jagiellońskiej. Świadczą o tym rękopisy zachowane w Bibliotece Zakładu Narodowego im. Ossolińskich „Acta indiectii banniti Jadownicensis z lat 1562–1613”. Jadowniki były z całą pewnością wsią zamożną. W kronikach odnotowano, że o sukcesje po zmarłych krewnych dzierżawcach Jadownik spory sądowe toczyli: w roku 1455 Kilian syn sołtysa, w roku 1456 Jan Kobylański stolnik krakowski. Zapisane także, zapewne jako fakt istotny, że w roku 1472 w Jadownikach znajdują się 3 młyny. W 1472 Kazimierz Jagiellończyk zawiera umowę ze Spytkiem z Melsztyna w sprawie stawów i budowy grobli po obu brzegach rz. Jasionki, z których jeden należy do wsi królewskiej Jadowniki, a drugi do wsi Mokrzyska stanowiącej własność Spytka. Brzeg w Mokrzyskach dochodzi do sadzawki poniżej drogi prowadzącej do Szczepanowa i poniżej miejsca, w którym znajduje się sadzawka tenutariuszy (dzierżawców) królewskich. Spytek zezwala na zbudowanie grobli na tej sadzawce od swego brzegu ww. rzeki. W zamian król zezwala doprowadzić groblę sadzawki Spytka do brzegu należącego do władcy. Umowa przewiduje, że obie strony mogą założyć sadzawkę na bagnach, czyli na ługach i wspólnie ją eksploatować, dzieląc ryby po połowie. Groblę na tej sadzawce byli winni wspólnymi siłami naprawiać (AS 2, 176). Jan Długosz w swojej Kronice odnotowuje, że Jadowniki w roku 1474 należą do powiatu czchowskiego. Wymienia ją także w Liber beneficiorum dioecesis Cracoviensis. Zamożność wsi i jej mieszkańców były często powodem konfliktów w rodzinach dzierżawców, a także przyczyną sporów pomiędzy kmieciami i kolejnymi plebanami o dziesięciny snopowe i inne świadczenia z karczmy, młyna, użytkowanych łanów i korzystania z owoców leśnych. Rozstrzygnięcia sporów strony szukały w sądach ławieckich, ale także często musieli bezpośrednio interweniować kolejni królowie, np. Stefan Batory w sporze dzierżawcy Erazma Barzy z miejscowym proboszczem. Zresztą sporów tych było wiele. Są szczegółowo opisane w Lustracjach Województwa Krakowskiego (rok 1789 wyd. Ossolineum z 1962 r. PAN XVI-XVII wiek Instytut Historii). Od XV wieku upowszechniła się forma dzierżawienia królewszczyzn przez króla możnym za ich zasługi dla państwa lub w celu szybkiego zdobycia środków dla pustego skarbca. W Jadownikach dzierżawca był głównym zwierzchnikiem i panem. W jego imieniu wsią zarządzał sołtys. Do jego obowiązków należało dbanie o dochody z pól, lasów, łąk, stawów, należących do podrzęctwa karczem, młynów kuźni i foluszy, utrzymywanie budynków dworskich i folwarcznych oraz granicznych kopców, usypanych od XIV w. Prawdopodobnie już w XVI w. istniała w miejscowości szkoła przyparafialna. Metryki parafialne sięgają roku 1592. W 1596 r. został oddany wiernym barokowy kościółek z fundacji Floriana Niedźwiedzia – jadownickiego sołtysa. Do dziś cieszy się szczególnym zainteresowaniem wiernych, pielgrzymujących do sanktuarium św. Anny, gdzie według legend miała się objawić. W roku 1623 Zygmunt III Waza nadał prawo prezenty przełożonemu kolegiaty wojnickiej, a po zniesieniu kolegiaty wykonywał to prawo do 1867 r. proboszcz wojnicki. Jadowniccy chłopi razem z mieszczanami brzeskimi zobowiązani byli do naprawy mostów na Uszwicy. W XVII w. Jadowniki były starostwem niegrodowym należącym do klucza krzeczowskiego. Spalone przez Szwedów w czasie potopu szwedzkiego, dość szybko się odbudowały i nadal tworzyły w miarę silną jednostkę administracyjną i gospodarczą. O dzierżawę wsi zabiegały rodziny magnackie. Starostą w Jadownikach był m.in. na przełomie XVII i XVIII wieku generał wojsk saskich Jan Bogusław Łubieński, a następnie na skutek powinowactwa Aleksander Łętowski, marszałek sejmiku krakowskiego i marszałek konfederacji barskiej województwa krakowskiego, szambelan królewski, który według wykazu kwarty w 1770 r. miał prowent 12 103 złp 17 gr, z czego kwarta wynosiła 3025 złp i 26 gr.

## Od 1772 do 1918 roku
Po 1772 miejscowość stanowiła część monarchii Habsburgów. Od 1782 roku wieś należała do cyrkułu (Kreis) bocheńskiego i pozostawała w nim aż do utworzenia powiatu w Brzesku. Jadowniki jako byłe dobra królewskie zostały upaństwowione i podporządkowane zarządowi dóbr kameralnych. W 1787 rząd austriacki oddał starostwo jadownickie spadkobiercom hr. Kossakowskiego, jako częściowy ekwiwalent za dobra zajęte przez państwo.
Struktura gruntów według Metryki Józefińskiej (1787 r.) w morgach i sążniach w Jadownikach
| Własność  | Role     | Ogrody | Łąki    | Pastwiska i krzaki | Lasy     | Razem    | %    |
| --------- | -------- | ------ | ------- | ------------------ | -------- | -------- | ---- |
| dworska   | 350/625  | 3/1524 | 23/1175 | 8/1331             | 301/1325 | 708/1599 | 23,6 |
| gromadzka | 1755/883 | 75/123 | 115/80  | 274/182            | –        | 2297/636 | 76,4 |

Po rozbiorach Rzeczypospolitej, także Jadowniki, silna ekonomicznie i administracyjnie wieś, gwałtownie zubożała, gdyż polityka władz zaborczych wobec dawnych polskich królewszczyzn polegała na bezwzględnej eksploatacji, której celem było jak najszybsze wzbogacenie skarbu państwa habsburskiego. Rządy Józefa II przyniosły zlikwidowanie „poddaństwa niewolniczego”, określiły maksymalny wymiar pańszczyzny oraz zniosły część ograniczeń wolności osobistej. Patent cesarski z 1781 r. przyznawał możliwość odwoływania się chłopów od orzeczeń sądów dominialnych, wprowadzał instytucje mandatariusza i justycjariusza. Patent z 1784 r. przewidywał powołanie organów wiejskich w postaci wójta i przysiężnych, którzy mieli go wspierać. Liczba ich zależna była od ilości domów w miejscowości i wynosiła maksymalnie 12. Wójt mianowany był przez dziedzica z grona trzech kandydatów zaproponowanych przez gromadę, a przysiężnych wybierało zgromadzenie gromady na trzyletnią kadencję w porozumieniu z wójtem, po 2 na 50 domów. Jadowniki znajdowały się w dominium pod tą samą nazwą. Rok 1831 przyniósł epidemię cholery na którą zmarło 97 osób. Jej nawroty w latach 1847 i 1849 spowodowały śmierć 287 i 302 mieszkańców. W roku 1837 funkcjonowała szkoła parafialna, utrzymywana przez dwór. W latach 1840–1845 Galicja dotknięta została klęskami nieurodzaju zboża, zarazą bydła i wylewami rzek. W wyniku czego szerzył się głód i choroby. Wskutek ciągłych klęsk i nieurodzajów rozwinął się ruch chłopski domagający się zniesienia reliktów feudalizmu. W 1846, gdy zrewoltowani chłopi dotarli do wsi panował w niej spokój, a Jadowniczanie ukryli swego pana – hr. Żeleńskiego, a następnie w wiązce słomy wywieźli go za Wisłę, gdyż był „ludzkim” dziedzicem. W momencie zniesienia pańszczyzny znaczna część chłopów była już oczynszowana. Średnia wielkość gruntów w tym czasie wynosiła w miejscowości 3,53 morgi.
Uwłaszczenie
| Uwłaszczonych gospodarstw | Powierzchnia         | Bez odszkodowania  | Za odszkodowaniem dni pańszczyzny | Łącznie dni pańszczyzny |
| ------------------------- | -------------------- | ------------------ | --------------------------------- | ----------------------- |
| 323                       | 1143 morgi 339 sążni | Dni 0, Złr 0, Kr 0 | sprzężajnej 1755, pieszej 720     | 2495                    |

Powinności zniesione za odszkodowaniem
| Naturalia      | Przędza Motki | Wartość łącznie z pańszczyzną | Czynsz         | Wartość niesionych powinności feudalnych |
| -------------- | ------------- | ----------------------------- | -------------- | ---------------------------------------- |
| Złr 174, kr 50 | 36            | Złr 965, kr 53                | Złr 384, kr 50 | Złr 1525, kr 53                          |

W połowie XIX w. miejscowość obejmowała 3443 morgi 512 sążni ziemi, na których znajdowało się 560 gospodarstw, 542 domy zamieszkane przez 2691 mieszkańców, w tym pochodzenia żydowskiego 132. W II połowie XIX w. doszło również do znacznego postępu w uprawie roli. Ciężkie drewniane pługi z ostrzami blaszanymi zastąpiono pługami żelaznymi oraz zrezygnowano z trójpolówki, przechodząc na płodozmian. Nadal przeważało nawożenie obornikiem, lecz coraz częściej za przyczyną kółek rolniczych oraz organizatorów poletek doświadczalnych zaczęły pojawiać się nawozy sztuczne, tomasyna po 1905 r. oraz mączka kostna. W 1856 r. ukończono budowę linii kolejowej do Dębicy przebiegającą północnym skrajem wsi. Druga połowa XIX wieku przyniosła szybki wzrost ludności spowodowany zmianami cywilizacyjnymi, poprawą warunków życia oraz spadkiem śmiertelności, zwłaszcza niemowląt. Ustawa gminna z 1866 wprowadziła w Galicji gminy jednostkowe oraz rozdział obszarów dworskich do gmin. Na jej mocy powstały rada gminna i jej zwierzchność z wójtem na czele. Radni wybierani byli na trzyletnią kadencję w ilości uzależnionej od liczby osób posiadających prawa wyborcze. Dochody gminy Jadowniki pochodziły głównie z: dzierżawy pastwisk, wydzierżawiania prawa polowań, gminnej Kasy Pożyczkowej. Majątek gminy szacowano w 1886 roku na 8788,62 złr. Budżety wykazywały często niedobory spowodowane słabą ściągalnością świadczeń publicznych, co potwierdzają kolejne lustracje gospodarki gminnej. Sytuacja finansowa poprawiła się po odwołaniu wójta St. Nalepy i objęciu jego funkcji przez Baltazara Szafrańskiego. Wśród urzędników gminnych oprócz wójta można wymienić; zastępcę wójta, czterech asesorów, pisarza, oglądacza bydła, oglądacza zwłok, polowego i posłańca pocztowego. Posiedzenia rady gminnej odbywały się kilka razy w roku, głównie w sprawach finansowych. Prowadzenie kancelarii gminnej spadało często na barki pisarzy z powodu problemów wójtów z pisaniem. W Jadownikach funkcjonował także fundusz ubogich. W odbywających się w 1867 roku wyborach do galicyjskiego Sejmu Krajowego mandat z okręgu Brzesko – Radłów – Wojnicz uzyskał sołtys Jadownik Baltazar Nalepa. Jadowniczanie z powodu tego, iż wielu z nich nie musiało opuszczać miejscowości, byli bardzo aktywni politycznie. Wśród nich zrodził się konflikt pomiędzy gospodarzami wiejskimi sympatyzującymi z ruchem ludowym zajmującymi stanowisko rodowej arystokracji wiejskiej a robotnikami najmującymi się do różnych prac niezadowolonymi z ich rządów, a mających bardziej radykalne sympatie polityczne i siłę ekonomiczną. W 1870 r. istniała w Jadownikach szkoła ludowa. Kasa pożyczkowa została utworzona w roku 1872 z funduszu spichlerza gminnego, ze zwrotu podatków oraz z zapłaty za prace szarwarkowe przy drodze Słotwina – Nowy Sącz. Jej kapitał w 1880 r. wynosił 4135,10 złr, w dziesięć lat później 8772,25, w r. 1902 20640 złr. Kasa przeznaczała połowę zysków z oprocentowanych pożyczek na wydatki gminne, np. na budowę strażnicy czy dzwony kościelne. W roku 1906 w wyniku likwidacji Kasy Powiatowej Pożyczkowej otrzymała ona część jej środków. Pod koniec XIX w. widzimy duże rozdrobnienie ziemi. W roku 1885 powstało pierwsze kółko rolnicze, a w 1887 Ochotnicza Straż Pożarna. Liczba mieszkańców (wyznania rzymskokatolickiego) wynosiła w 1888 r. 2752 osoby, a do tego dochodziła także ludność żydowska. W 1894 zlikwidowano decyzją Rady Gminy cmentarz przy kościele św. Anny. W przeciętnych gospodarstwach 20% ziemi obsiewano żytem, po 15% ziemniakami i owsem, 13% pszenicą, 5% jęczmieniem i 5% innymi (bób, groch, proso, len, ber), a 15% ugorowano. Upowszechniać zaczęła się koniczyna, a w latach 90. siew łubinu w celu nawożenia.
Obszar przeznaczony pod poszczególne uprawy ok. 1870 r. (w morgach)
| Pszenica | Żyto | Jęczmień | Owies | Jarzyny | Owocowe |
| -------- | ---- | -------- | ----- | ------- | ------- |
| 150      | 500  | 200      | 556,5 | 915     | 15      |

Sprowadzano nowe odmiany ziarna siewnego. Kapusta i fasola były sadzone na polach z ziemniakami. Prowadziło to do powiększenia ilości plonów. Przy wysianiu 1-1,5 korca na mórg otrzymywano 4-5 korców, a w roku urodzajnym w przypadku jęczmienia i owsa nawet więcej. Ziemniaki przynosiły plon w nieurodzajnym roku czterokrotny, a w urodzajnym nawet ośmiokrotny. Przeciętnie mieszkańcy posiadali 1-3 krowy, a kilku 4 lub 5. Większą ilość posiadał jedynie pleban. Hodowla bydła stała na dość wysokim poziomie, a było ono głównym przedmiotem obrotu gospodarczego. W czasach pańszczyźnianych hodowano bydło siwe, następnie czarne, a pod koniec XIX w. przeważało czerwone lub czerwono-białe. Krowy i kury stanowiły w tym czasie podstawę gospodarstw. Gęsi i kaczki pojawiały się rzadziej z powodu braku pastwisk i stawów. Krowy i jałówki sprzedawano na jarmarkach w Brzesku i Wojniczu, a prosięta w Brzesku, Wojniczu i Szczepanowie. Na terenie wsi znajdował się tylko jeden większy majątek ziemski hr. W. Zielińskiego, który w roku 1905 został rozprzedany. W roku 1908 zakończono budowę remizy strażackiej. Postępujący proces rozdrabniania gruntów chłopskich, mała ilość ziemi oraz rosnąca jej cena powodowały wzrost liczby gospodarstw karłowatych. Prowadziło to do poszukiwania pracy poza miejscem zamieszkania. Z czasem dało się zauważyć zjawisko emigracji stałej np. do Niemiec czy USA, gdyż sezonowe wyjazdy już nie wystarczały, rozwoju rzemiosła oraz najmowania się do różnych prac. Szczególnie jaskrawo można było to zauważyć wśród ludzi młodych, którzy chcieli wyrwać się spod władzy rodzicielskiej oraz poznać świat. Dotychczas bowiem jedynym miejscem takiego kontaktu były jarmarki. Na początku XX wieku działała w Jadownikach krajowa szkoła koszykarska, przyjmująca uczniów po szkole ludowej z ukończonym 14 rokiem życia. W trakcie dwóch lat nauczano w niej praktycznej nauki koszykarstwa, rysunku zawodowego, rachunków i korespondencji przemysłowej. W roku 1912 kierownikiem szkoły był Michał Wachowicz, a kuratorem J.A. Goetz-Okocimski. Towarzystwo Szkoły Ludowej otwarło bibliotekę swego Towarzystwa w Jadownikach w latach przedwojennych. W roku 1912 powołano z inicjatywy Krakowskiego Towarzystwa Rolniczego Spółkę Zbytu Nierogacizny w Jadownikach. W roku 1913 powstało kilka sadów przydomowych spopularyzowanych przez M. Taźbierskiego, który sprawował opiekę nad miejscowymi pasiekami. Jeszcze w początkach wieku XX dominował sprzęt zbóż za pomocą sierpa. Kos używano do żęcia zboża po gradobiciu lub lichego owsa i jęczmienia. Rzadkie były młockarnie, których nie używano jednak do młócenia żyta albo pszenicy. Sieczkarnie znajdowały się jednak w powszechnym użyciu. Od 17 listopada do 7 grudnia 1914 r. znalazły się w rejonie działań wojennych. Wycofujący się Rosjanie spalili most na Uszwicy w Jadownikach w nocy z 15/16 grudnia 1914 r. Pamiątką po tych walkach jest cmentarz wojskowy nr 278. Pod koniec wojny, w listopadzie, miejscowi żołnierze, zbiegli w Koszycach z transportu na front włoski, w sile jednego lub dwóch plutonów, ukrywając się przed austriacką żandarmerią, utworzyli tzw. Republikę Jadownicką. Przejęła ona władzę na okolicznym terenie. Był to przykład występujących na ziemiach rozpadających się imperiów Habsburgów i Romanowów efemeryd państwowych. Stacjonująca w Brzesku Legia Żydowska zaproszona tam z Tarnowa przez brzeskich Żydów dopuszczała, się nadużyć, konfiskując Polakom żywność, co doprowadziło do udania się do Jadownik przedstawicieli nieżydowskich mieszkańców Brzeska z prośbą o pomoc. Po krótkiej walce Jadowniczanie pokonali zaskoczonych legionistów i rozbroili ich. W walkach zginęły 4 osoby (najprawdopodobniej z Legii) oraz zostały spalone 4 domy, a wiele sklepów i domów żydowskich splądrowano. Próba uspokojenia nastrojów podjęta przez notabene Jadowniczanina – kpt. Władysława Cygę omal nie zakończyła się jego śmiercią. 15 listopada przybyły do Brzeska oddziały wojska polskiego z Rzeszowaw sile kompanii, przysłane tu celem przywrócenia porządku, co się im nie udało, gdyż została zmuszona do wycofania. Koniec zajściom położyło przybycie z Krakowa pociągu pancernego, którego dowódca zagroził bombardowaniem artyleryjskim Jadownikom. Aresztowano wielu mieszkańców wsi. Rewizje ujawniły wcale pokaźny arsenał zgromadzony w stodołach, dojniach i oborach. Znalazł się nawet karabin maszynowy. Ludność miejscowości w 1918 r. wzrosła do 3548 osób. Jednak po opuszczeniu miasta przez wojsko 20 sierpnia 1919 znowu dochodziło do starć pomiędzy sklepikarzami a jadowniczanami. Starosta przywrócił porządek poprzez wstrzymanie rodzinom sprawców przydziałów towarów reglamentowanych. Interwencja dotkniętych tym aktem rodzin u starosty spowodowała odwołanie rozporządzenia, jeśli winni zajściom zgłoszą się i wynagrodzą wyrządzone szkody. Nakazał chuliganom przeprosić szynkarzy i wyrazić gotowość naprawienia szkód. Z poszkodowanymi porozumiał się, że przyjmą przeprosiny i darują wyrządzone szkody.

## Od 1918 roku
W wyniku postanowień ustawy Jadowniki weszły w skład gminy zbiorowej Okocim same pozostając gromadą z sołtysem i radą gromadzką na czele. Jadowniczanie w liczbie 9 brali udział w Legionach Piłsudskiego, a potem w wojnie polsko-bolszewickiej. Wieś zostaje odbudowana dopiero w okresie międzywojennym poprzedniego stulecia pomimo wysokiego bezrobocia i problemów z zaopatrzeniem w żywność. W celu przeciwdziałania tym zjawiskom organizowano roboty publiczne. Jadowniki ze wsi drewnianej stały się wsią murowaną. Przyczynił się do tego fakt, że od początku XX w. zawodem, który zdominował wszystkie inne stało się murarstwo oraz nowo powstałe w miejscowości cegielnie (w 1914 było we wsi 600 murarzy, a liczba ta wzrosła do około 1200 w połowie wieku). Przed wojną murarze z Jadownik poszukiwani byli na wszystkich większych budowach. Wiele osób zajmowało się też ciesielstwem. W latach międzywojennych domy były już przeważnie dwuizbowe (kuchnia i pokój) o słomianym dachu. Jedynie bogatsi gospodarze posiadali mieszkania czteroizbowe kryte dachówką. Zdarzały się jeszcze kurne chaty. Średnio na jedną izbę mieszkalną przypadało ok. 5 osób. W 1925 r. od parafii odłączyły się Maszkienice. Czasy międzywojenne to okres dalszej pauperyzacji gospodarstw rolnych. Na skutek podziałów rodzinnych, zwiększyła się liczba rolników najbiedniejszych nie mogących utrzymać się z pracy we własnym gospodarstwie. Powstawały jednak zakłady pracy takie jak Przedsiębiorstwo Wyrobu Betonów, Zakład Ślusarsko-Mechaniczny czy Małopolska Fabryka Marmolady. Działała również w miejscowości Kasa Stefczyka. Ówczesna straż pożarna w Jadownikach była umundurowana i nieźle wyposażona w sprzęt gaśniczy. Posiadała, poza indywidualnym wyposażeniem strażaka, również beczkowozami, drabinami i sikawkami marki Hydrofor, a nawet motopompą.
W życiu politycznym wsi tak jak w całym regionie tarnowskim przeważało PSL „Piast”. W miejscowości istniała filia Związku Budowlanego powiązanego z PPS do którego w 1927 roku liczyła 250 członków. 23 marca 1933 r. policja spowodowała incydent na targowicy w Brzesku, który spowodował marsz okolicznej ludności wiejskiej i bezrobotnych z Jadownik na Brzesko. Kilka tysięcy protestujących obległo miasto przez 3 dni. W walkach z policją został zabity jeden Jadowniczanin, a kilkunastu zostało rannych. Dokonywali oni napaści na sklepy, domy i szynk żydowski, wybijając szyby i kradnąc towar. Za karę miejscowość została spacyfikowana. W wyniku reformy administracji z roku 1934 przestały być samodzielną gminą. Okupacja niemiecka wsi rozpoczęła się 11 września 1939 roku. Mieszkający w miejscowości Żydzi zostali wywiezieni do getta w Brzesku. W roku 1940 chłopi jadowniccy zostali zobowiązani do dostarczenia w ramach przymusowych kontyngentów w postaci 140 q żyta i pszenicy oraz kilkunastu sztuk bydła. W 1942 r. podniesiono go do blisko 250 q, ponadto 320 q tzw. zboża miękkiego oraz kilkudziesięciu sztuk bydła.
Ruch oporu koncentrował się wokół placówki ZWZ-AK Brzesko. Również ludowcy i narodowcy organizowali tu swe oddziały. Tajne komplety prowadził w Jadownikach Władysław Wawryka. W lipcu 1943 r. wieś została przez nazistów spacyfikowana. Ta tragedia upamiętniona jest krzyżem, który stanął w Muzeum Martyrologii Wsi Polskiej w Michniowie. 15-17 VIII 1944 r. samoloty radzieckie zbombardowały wieś. W Jadownikach stacjonują starte w walkach o przyczółek mostowy resztki słynnych jednostek z tak zwanego ugrupowania „Kuban-Brückenkopf” z jego sztabem, który mieścił się w szkole. W dniu 17 VIII 1944 r. zapłonęło pierwszy raz światło elektryczne we wsi. 19 I 1945 Niemcy wysadzili most na Uszwicy, chcąc utrudnić pochód zwycięskim wojskom sowieckim, które wkroczyły do wsi nazajutrz. W trakcie II wojny światowej zginęło 106 Jadowniczan. Działała w Jadownikach silna organizacja AK. Po wojnie wieś się rozrasta i podnosi swój poziom materialny i kulturalny. W 1946 r. powołano do życia klub sportowy „Jadowniczanka” Jadowniki. Po wojnie spory zaciąg murarzy z Jadownik wznosił Nową Hutę. Sztandarowa budowa socjalizmu doceniła wkład Jadownik w powstanie dzielnicy. W rewanżu Jadowniki otrzymały w latach 40. XX wieku komplet materiałów na budowę Domu Ludowego, który obecnie przeszedł remont generalny. W latach 1945–1975 miejscowość administracyjnie należała do województwa krakowskiego, a w latach 1975–1998 do województwa tarnowskiego. W roku 1951 Brzesko powiększyło się o część Jadownik położoną nad Uszwicą. Władze kościelne usankcjonowały tę zmianę w 1969 r. W roku 1965 uruchomiono linię miejskiej komunikacji samochodowej Jadowniki-Brzesko-Jasień. Z inicjatywy Zofii Wawryniuk założono w 1981 r. folklorystyczny Zespół Pieśni i Tańca „Jadowniczanie”. W 1990 r. powstało we wsi Towarzystwo Miłośników Ziemi Jadownickiej, a także wzniesiono kaplicę cmentarną. W 1992 r. przyłączono do Brzeska przysiółek Bagno, którego mieszkańcy należeli do parafii słotwińskiej. W 1996 Jadowniki obchodziły jubileusz 800-lecia pierwszej pisemnej wzmianki historycznej. Obchody tych rocznic udokumentowano okolicznościową tablicą pamiątkową zamieszczoną obok głównych drzwi wejściowych do kościółka na Bocheńcu. Od roku 1997 miejscowość jest członkiem kapituły najstarszych miast i miejscowości w Polsce z siedzibą w Sieradzu. W roku 2001 nastąpiło otwarcie Publicznego Gimnazjum im. Jana Pawła II.
Według danych z 1999 działały w Jadownikach 203 podmioty gospodarcze (42 podmioty/1000 os.). Ponad trzecią część z nich świadczy usługi budowlane, dalsze 16% wykonuje instalacje sanitarne i centralnego ogrzewania. Pochodzący stąd robotnicy budowlani są cenionymi w branży fachowcami. Na Rędzinach, położonych w pn.-zach. części wsi mają powstać nowe zabudowania browaru. Studium uwarunkowań i kierunków zagospodarowania przestrzennego gminy Brzesko przewiduje co do Jadownik zintensyfikowanie obecnych funkcji: produkcyjnej, usługowej, mieszkaniowej i socjalno-kulturalnej.